# Stora Nybygget
Stora Nybygget är en del av tätorten Växjö i Växjö kommun. Bebyggelsen avgränsades 1995 till en småort strax norr om Växjö i Kronobergs län. Därefter växte bebyggelsen samman med Växjö.